# Otto Knappe von Knappstädt
Otto August Knappe von Knappstädt (né le 22 avril 1815 à Œls et mort le 16 février 1906 à Neubrandenbourg) est un général d'infanterie prussien .

## Biographie

### Origine
Otto est le fils du futur général de division prussien August Knappe von Knappstädt (de) (1775–1852) et de son épouse Charlotte Dorothea, née von Mützschefall (de) (1776–1851).

### Carrière militaire
Après les lycées de Prenzlau et de Neubrandenbourg, Knappe rejoint en tant que mousquetaire le 40e régiment d'infanterie de l'armée prussienne. Il devient sous-lieutenant en 1834 et sert dans le bataillon d'instruction d'infanterie à partir de 1837. En 1838, il devient adjudant de bataillon et en 1850 premier lieutenant. La même année, il est transféré comme adjudant au commandement du Luxembourg. Il est promu capitaine en 1852, major en 1859 et lieutenant-colonel en 1864. Au début de la guerre austro-prussienne en 1866, il est colonel et commandant du 1er régiment de grenadiers. Il n'y est déployé que dans la phase finale de la bataille de Königgrätz et son unité ne subit que des pertes extrêmement mineures.
Avec le début de la guerre contre la France, Knappe se voit confier pour toute la durée de la mission le commandement de la 3e brigade d'infanterie de la Garde. Avec cette grande unité, il participe à la bataille de Gravelotte, où sa brigade subit des pertes extrêmement lourdes et Knappe lui-même est également blessé. Il ne revient au service actif qu'en décembre 1870 pour prendre part au siège de Paris. Pour ses réalisations, il reçoit les deux classes de la Croix de fer
À l'occasion de la proclamation de l'Empire allemand (de) à Versailles, Knappe est promu général de division le 18 janvier 1871 et nommé commandant de brigade le 17 juin 1871. Parallèlement, à partir de fin août, il est également membre de la commission chargée de conseiller sur le projet de code pénal militaire pour l'Empire allemand. Le 18 mai 1876, Knappe est promu au grade d'officier à la suite de l'armée avec le rang et les fonctions de commandant de division et est envoyé au Wurtemberg pour prendre le commandement de la 27e division d'infanterie. Le 27 mai 1876, il est nommé commandant de cette division et trois jours plus tard, il est promu lieutenant général. Le 9 décembre 1878, il est relevé de son commandement et reçoit l'ordre de l'Aigle rouge, première classe avec feuilles de chêne, ainsi qu'une pension statutaire. À l'occasion du 25e anniversaire de la bataille de Gravelotte, le 18 août 1895, Knappe est promu général d'infanterie par l'empereur Guillaume II

## Récompenses
- Ordre russe de Saint-Stanislas de 2e classe le 11 juin 1864
- Commandant de 2e classe de l'ordre du Lion de Zaeringen le 17 novembre 1867
- Commandant de 2e classe de l'ordre de Philippe le Magnanime le 10 septembre 1868
- Ordre russe de Sainte-Anne de 2e classe avec diamants le 9 juin 1870
- Commandeur de l'ordre de l'Épée en 1875